# Jinai
Pour le militaire chinois, voir Li Jinai.
Jinai ou Jinai River est une rivière du Bangladesh, affluent du Jamuna.